# Un mostro tutto da ridere
Un mostro tutto da ridere (My Pet Monster) è una serie televisiva a cartoni animati prodotta dalla Nelvana. È basata sul film live action direct-to-video My Pet Monster del 1986, a sua volta ispirata a una serie di peluche omonimi.

## Trama
Max, Chuckie e Jill condividono un'amicizia molto speciale: i tre ragazzini sono gli unici a sapere che, togliendo le manette a quello che sembra un semplice pelouche, liberano un simpatico mostriciattolo chiamato Mostro, ghiottissimo di spazzatura. Purtroppo però, con le smanettazioni di Mostro, un mostrone malvagio di nome Beastur viene sulla terra umana e cerca di riportare Mostro nella terra dei mostri da cui il mostrino è fuggito, ma, ogni volta che lo tenta di fare, viene sempre eliminato dalla terra umana con astuzia da Max, Chuckie, Jill e Mostro. Ovviamente Mostro, nonostante combini un mucchio di guai, riesce anche a risolverne altrettanti; per Max, Chuckie e Jill è davvero un amico insostituibile.

## Personaggi
- Mostro: è il protagonista della serie. Doppiato in Italia da Enrico Maggi
- Max: è l'amico di Mostro. Doppiato in Italia da Paolo Torrisi
- Chuckie: è l'amico di Max. Doppiato in Italia da Dania Cericola
- Jill: è la sorella di Max. Doppiata in Italia da Alessandra Karpoff
- Beastur: è il principale antagonista della serie. Doppiato in Italia da Sergio Masieri
- Il signor Eancle: è il vicino di casa di Max, Chuckie e Jill. Doppiato in Italia da Giorgio Melazzi
- Principessa: è la cagnolina (barboncina) del signor Eancle
- Ame: è l'amica di Jill

## Home-video
In Italia, la serie è stata pubblicata in VHS dalla Stardust, contenente ognuna tre episodi, nel 1989.